# جيم مارشال (صحفي)
جيم مارشال (بالإنجليزية: Jim Marshall)‏ هو صحفي ومصور أمريكي، ولد في 3 فبراير 1936 في شيكاغو في الولايات المتحدة، وتوفي في 24 مارس 2010 في نيويورك في الولايات المتحدة.

## وصلات خارجية
- الموقع الرسمي
- جيم مارشال على موقع ميوزك برينز (الإنجليزية)
- جيم مارشال على موقع رولينغ ستون (الإنجليزية)
- جيم مارشال على موقع ديسكوغز (الإنجليزية)